# كيت ليو
كيت ليو (بالصينية: 刘珒؛ بالإنجليزية: Kate Liu) هي ملحنة وعازفة بيانو أمريكية وسنغافورية، ولدت في 23 مايو 1994 في سنغافورة.

## وصلات خارجية
- الموقع الرسمي